# Progomphus joergenseni
Progomphus joergenseni är en trollsländeart som beskrevs av Friedrich Ris 1908. Progomphus joergenseni ingår i släktet Progomphus och familjen flodtrollsländor. Inga underarter finns listade i Catalogue of Life.